# The Young Ones (album)
A The Young Ones című album Cliff Richard és a The Shadows hatodik nagylemeze, amely 1962. január 11-én  jelent meg Angliában. A lemez anyaga az azonos című filmhez készült.

## Dalok listája
| #   | Cím                                                | Szerzők                                                                                 | Előadók                                    | Hossz |
| --- | -------------------------------------------------- | --------------------------------------------------------------------------------------- | ------------------------------------------ | ----- |
| 1.  | Friday Night                                       | Cass, Myers                                                                             | Cliff Richard és a The Shadows             | 2:51  |
| 2.  | Got a Funny Feeling                                | Billy Marvin, Bruce Welch                                                               | Cliff Richard és a The Shadows             | 2:55  |
| 3.  | Peace Pipe                                         | Norrie Paramor                                                                          | Young Ones, Cliff Richard és a The Shadows | 2:14  |
| 4.  | Nothing's impossible                               | Cass, Myers                                                                             | Cliff Richard és a The Shadows             | 3:30  |
| 5.  | The Young Ones                                     | Brian Bennett, Sid Tepper                                                               | Young Ones, Cliff Richard és a The Shadows | 3:11  |
| 6.  | All for one                                        | Cass, Myers                                                                             | Cliff Richard és a The Shadows             | 4:51  |
| 7.  | Lessons in love                                    | Sy Soloway, Shirley Wolfe                                                               | Young Ones, Cliff Richard és a The Shadows | 2:49  |
| 8.  | No one for me but Nicky                            | Cass, Myers                                                                             | Cliff Richard és a The Shadows             | 3:25  |
| 9.  | What d'You Know, We've Got a Show/Vaudeville Routi | Bart, Boston, Brennan, Cass, Cunningham, Lee, Leigh, Myers, Norris, Rolmaz, Rule, Woods | Young Ones, Cliff Richard és a The Shadows | 8:00  |
| 10. | When the Girl in Your Arms                         | Roy Bennett, Sid Tepper                                                                 | Young Ones, Cliff Richard és a The Shadows | 2:25  |
| 11. | Mambo: Just Dance/Mood Mambo                       | Black, Cass, Myers                                                                      | Young Ones, Cliff Richard és a The Shadows | 3:01  |
| 12. | The Savage                                         | Norrie Paramor                                                                          | Young Ones, Cliff Richard és a The Shadows | 2:24  |
| 13. | We Say Yeah!                                       | Gormley, Billy Marvin, Bruce Welch                                                      | Young Ones, Cliff Richard és a The Shadows | 2:11  |

## Helyezések
| Megjelenés dátuma | Kislemez címe                                        | Kislemez címe                                        | Kislemez címe                                        | Kislemez címe                                        | Kislemez címe                                        | Kislemez címe                                        | Kislemez címe                                        | Kislemez címe                                        | Kislemez címe                                        | Kislemez címe                                        | Kislemez címe                                        | Kislemez címe                                        | Kislemez címe                                        | Kislemez címe                                        | Kislemez címe                                        | Kislemez címe                                        | Kislemez címe                                        | Kislemez címe                                        | Kislemez címe                                        | Kislemez címe                                        | Kislemez címe                                        | Kislemez címe                                        | Kislemez címe                                        | Kislemez címe                                        | Kislemez címe                                        | Kislemez címe                                        | Kislemez címe                                        | Kislemez címe                                        | Kislemez címe                                        | Kislemez címe                                        | Kislemez címe                                        | Kislemez címe                                        | Kislemez címe                                        | Kislemez címe                                        | Kislemez címe                                        | Kislemez címe                                        | Kislemez címe                                        | Kislemez címe                                        | Kislemez címe                                        | Kislemez címe                                        | Kislemez címe                                        | Kislemez címe                                        | Kislemez címe                                        | Kislemez címe                                        | Kislemez címe                                        | Kislemez címe                                        | Kislemez címe                                        | Kislemez címe                                        | Kislemez címe                                        | Kislemez címe                                        | Kislemez címe                                        | Kislemez címe                                        | Kislemez címe                                        | Kislemez címe                                        | Kislemez címe                                        | Kislemez címe                                        | Kislemez címe                                        | Kislemez címe                                        | Kislemez címe                                        | Kislemez címe                                        | Kislemez címe                                        | Kislemez címe                                        | Kislemez címe                                        | Kislemez címe                                        | Kislemez címe                                        | Kislemez címe                                        | Kislemez címe                                        | Kislemez címe                                        | Kislemez címe                                        | Kislemez címe                                        | Kislemez címe                                        | Kislemez címe                                        | Kislemez címe                                        | Kislemez címe                                        | Kislemez címe                                        | Kislemez címe                                        | Kislemez címe                                        | Kislemez címe                                        | Kislemez címe                                        | Kislemez címe                                        | Kislemez címe                                        | Kislemez címe                                        | Kislemez címe                                        | Kislemez címe                                        | Kislemez címe                                        | Kislemez címe                                        | Kislemez címe                                        | Kislemez címe                                        | Kislemez címe                                        | Kislemez címe                                        | Kislemez címe                                        | Kislemez címe                                        | Kislemez címe                                        | Kislemez címe                                        | Kislemez címe                                        | Kislemez címe                                        | Kislemez címe                                        | Kislemez címe                                        | Kislemez címe                                        | Kislemez címe                                        | Kislemez címe                                        | Kislemez címe                                        | Kislemez címe                                        | Kislemez címe                                        | Kislemez címe                                        | Kislemez címe                                        | Kislemez címe                                        | Kislemez címe                                        | Kislemez címe                                        | Kislemez címe                                        | Kislemez címe                                        | Kislemez címe                                        | Kislemez címe                                        | Kislemez címe                                        | Kislemez címe                                        | Kislemez címe                                        | Kislemez címe                                        | Kislemez címe                                        | Kislemez címe                                        | Kislemez címe                                        | Kislemez címe                                        | Kislemez címe                                        | Kislemez címe                                        | Kislemez címe                                        | Kislemez címe                                        | Kislemez címe                                        | Kislemez címe                                        | Kislemez címe                                        | Kislemez címe                                        | Kislemez címe                                        | Kislemez címe                                        | Kislemez címe                                        | Kislemez címe                                        | Kislemez címe                                        | Kislemez címe                                        | UK Helyezések | USA Helyezések | Ausztrália Helyezések | Írország Helyezések | Kanada Helyezések |
| ----------------- | ---------------------------------------------------- | ---------------------------------------------------- | ---------------------------------------------------- | ---------------------------------------------------- | ---------------------------------------------------- | ---------------------------------------------------- | ---------------------------------------------------- | ---------------------------------------------------- | ---------------------------------------------------- | ---------------------------------------------------- | ---------------------------------------------------- | ---------------------------------------------------- | ---------------------------------------------------- | ---------------------------------------------------- | ---------------------------------------------------- | ---------------------------------------------------- | ---------------------------------------------------- | ---------------------------------------------------- | ---------------------------------------------------- | ---------------------------------------------------- | ---------------------------------------------------- | ---------------------------------------------------- | ---------------------------------------------------- | ---------------------------------------------------- | ---------------------------------------------------- | ---------------------------------------------------- | ---------------------------------------------------- | ---------------------------------------------------- | ---------------------------------------------------- | ---------------------------------------------------- | ---------------------------------------------------- | ---------------------------------------------------- | ---------------------------------------------------- | ---------------------------------------------------- | ---------------------------------------------------- | ---------------------------------------------------- | ---------------------------------------------------- | ---------------------------------------------------- | ---------------------------------------------------- | ---------------------------------------------------- | ---------------------------------------------------- | ---------------------------------------------------- | ---------------------------------------------------- | ---------------------------------------------------- | ---------------------------------------------------- | ---------------------------------------------------- | ---------------------------------------------------- | ---------------------------------------------------- | ---------------------------------------------------- | ---------------------------------------------------- | ---------------------------------------------------- | ---------------------------------------------------- | ---------------------------------------------------- | ---------------------------------------------------- | ---------------------------------------------------- | ---------------------------------------------------- | ---------------------------------------------------- | ---------------------------------------------------- | ---------------------------------------------------- | ---------------------------------------------------- | ---------------------------------------------------- | ---------------------------------------------------- | ---------------------------------------------------- | ---------------------------------------------------- | ---------------------------------------------------- | ---------------------------------------------------- | ---------------------------------------------------- | ---------------------------------------------------- | ---------------------------------------------------- | ---------------------------------------------------- | ---------------------------------------------------- | ---------------------------------------------------- | ---------------------------------------------------- | ---------------------------------------------------- | ---------------------------------------------------- | ---------------------------------------------------- | ---------------------------------------------------- | ---------------------------------------------------- | ---------------------------------------------------- | ---------------------------------------------------- | ---------------------------------------------------- | ---------------------------------------------------- | ---------------------------------------------------- | ---------------------------------------------------- | ---------------------------------------------------- | ---------------------------------------------------- | ---------------------------------------------------- | ---------------------------------------------------- | ---------------------------------------------------- | ---------------------------------------------------- | ---------------------------------------------------- | ---------------------------------------------------- | ---------------------------------------------------- | ---------------------------------------------------- | ---------------------------------------------------- | ---------------------------------------------------- | ---------------------------------------------------- | ---------------------------------------------------- | ---------------------------------------------------- | ---------------------------------------------------- | ---------------------------------------------------- | ---------------------------------------------------- | ---------------------------------------------------- | ---------------------------------------------------- | ---------------------------------------------------- | ---------------------------------------------------- | ---------------------------------------------------- | ---------------------------------------------------- | ---------------------------------------------------- | ---------------------------------------------------- | ---------------------------------------------------- | ---------------------------------------------------- | ---------------------------------------------------- | ---------------------------------------------------- | ---------------------------------------------------- | ---------------------------------------------------- | ---------------------------------------------------- | ---------------------------------------------------- | ---------------------------------------------------- | ---------------------------------------------------- | ---------------------------------------------------- | ---------------------------------------------------- | ---------------------------------------------------- | ---------------------------------------------------- | ---------------------------------------------------- | ---------------------------------------------------- | ---------------------------------------------------- | ---------------------------------------------------- | ---------------------------------------------------- | ---------------------------------------------------- | ---------------------------------------------------- | ---------------------------------------------------- | ---------------------------------------------------- | ---------------------------------------------------- | ---------------------------------------------------- | ------------- | -------------- | --------------------- | ------------------- | ----------------- |
| 1961. január      | The Young Ones                                       | The Young Ones                                       | The Young Ones                                       | The Young Ones                                       | The Young Ones                                       | The Young Ones                                       | The Young Ones                                       | The Young Ones                                       | The Young Ones                                       | The Young Ones                                       | The Young Ones                                       | The Young Ones                                       | The Young Ones                                       | The Young Ones                                       | The Young Ones                                       | The Young Ones                                       | The Young Ones                                       | The Young Ones                                       | The Young Ones                                       | The Young Ones                                       | The Young Ones                                       | The Young Ones                                       | The Young Ones                                       | The Young Ones                                       | The Young Ones                                       | The Young Ones                                       | The Young Ones                                       | The Young Ones                                       | The Young Ones                                       | The Young Ones                                       | The Young Ones                                       | The Young Ones                                       | The Young Ones                                       | The Young Ones                                       | The Young Ones                                       | The Young Ones                                       | The Young Ones                                       | The Young Ones                                       | The Young Ones                                       | The Young Ones                                       | The Young Ones                                       | The Young Ones                                       | The Young Ones                                       | The Young Ones                                       | The Young Ones                                       | The Young Ones                                       | The Young Ones                                       | The Young Ones                                       | The Young Ones                                       | The Young Ones                                       | The Young Ones                                       | The Young Ones                                       | The Young Ones                                       | The Young Ones                                       | The Young Ones                                       | The Young Ones                                       | The Young Ones                                       | The Young Ones                                       | The Young Ones                                       | The Young Ones                                       | The Young Ones                                       | The Young Ones                                       | The Young Ones                                       | The Young Ones                                       | The Young Ones                                       | The Young Ones                                       | The Young Ones                                       | The Young Ones                                       | The Young Ones                                       | The Young Ones                                       | The Young Ones                                       | The Young Ones                                       | The Young Ones                                       | The Young Ones                                       | The Young Ones                                       | The Young Ones                                       | The Young Ones                                       | The Young Ones                                       | The Young Ones                                       | The Young Ones                                       | The Young Ones                                       | The Young Ones                                       | The Young Ones                                       | The Young Ones                                       | The Young Ones                                       | The Young Ones                                       | The Young Ones                                       | The Young Ones                                       | The Young Ones                                       | The Young Ones                                       | The Young Ones                                       | The Young Ones                                       | The Young Ones                                       | The Young Ones                                       | The Young Ones                                       | The Young Ones                                       | The Young Ones                                       | The Young Ones                                       | The Young Ones                                       | The Young Ones                                       | The Young Ones                                       | The Young Ones                                       | The Young Ones                                       | The Young Ones                                       | The Young Ones                                       | The Young Ones                                       | The Young Ones                                       | The Young Ones                                       | The Young Ones                                       | The Young Ones                                       | The Young Ones                                       | The Young Ones                                       | The Young Ones                                       | The Young Ones                                       | The Young Ones                                       | The Young Ones                                       | The Young Ones                                       | The Young Ones                                       | The Young Ones                                       | The Young Ones                                       | The Young Ones                                       | The Young Ones                                       | The Young Ones                                       | The Young Ones                                       | The Young Ones                                       | The Young Ones                                       | The Young Ones                                       | The Young Ones                                       | The Young Ones                                       | The Young Ones                                       | The Young Ones                                       | The Young Ones                                       | The Young Ones                                       | The Young Ones                                       | The Young Ones                                       | 1             | -              | 6                     | -                   | 5                 |
| 1961. október     | When The Girl In Your Arms Is The Girl In Your Heart | When The Girl In Your Arms Is The Girl In Your Heart | When The Girl In Your Arms Is The Girl In Your Heart | When The Girl In Your Arms Is The Girl In Your Heart | When The Girl In Your Arms Is The Girl In Your Heart | When The Girl In Your Arms Is The Girl In Your Heart | When The Girl In Your Arms Is The Girl In Your Heart | When The Girl In Your Arms Is The Girl In Your Heart | When The Girl In Your Arms Is The Girl In Your Heart | When The Girl In Your Arms Is The Girl In Your Heart | When The Girl In Your Arms Is The Girl In Your Heart | When The Girl In Your Arms Is The Girl In Your Heart | When The Girl In Your Arms Is The Girl In Your Heart | When The Girl In Your Arms Is The Girl In Your Heart | When The Girl In Your Arms Is The Girl In Your Heart | When The Girl In Your Arms Is The Girl In Your Heart | When The Girl In Your Arms Is The Girl In Your Heart | When The Girl In Your Arms Is The Girl In Your Heart | When The Girl In Your Arms Is The Girl In Your Heart | When The Girl In Your Arms Is The Girl In Your Heart | When The Girl In Your Arms Is The Girl In Your Heart | When The Girl In Your Arms Is The Girl In Your Heart | When The Girl In Your Arms Is The Girl In Your Heart | When The Girl In Your Arms Is The Girl In Your Heart | When The Girl In Your Arms Is The Girl In Your Heart | When The Girl In Your Arms Is The Girl In Your Heart | When The Girl In Your Arms Is The Girl In Your Heart | When The Girl In Your Arms Is The Girl In Your Heart | When The Girl In Your Arms Is The Girl In Your Heart | When The Girl In Your Arms Is The Girl In Your Heart | When The Girl In Your Arms Is The Girl In Your Heart | When The Girl In Your Arms Is The Girl In Your Heart | When The Girl In Your Arms Is The Girl In Your Heart | When The Girl In Your Arms Is The Girl In Your Heart | When The Girl In Your Arms Is The Girl In Your Heart | When The Girl In Your Arms Is The Girl In Your Heart | When The Girl In Your Arms Is The Girl In Your Heart | When The Girl In Your Arms Is The Girl In Your Heart | When The Girl In Your Arms Is The Girl In Your Heart | When The Girl In Your Arms Is The Girl In Your Heart | When The Girl In Your Arms Is The Girl In Your Heart | When The Girl In Your Arms Is The Girl In Your Heart | When The Girl In Your Arms Is The Girl In Your Heart | When The Girl In Your Arms Is The Girl In Your Heart | When The Girl In Your Arms Is The Girl In Your Heart | When The Girl In Your Arms Is The Girl In Your Heart | When The Girl In Your Arms Is The Girl In Your Heart | When The Girl In Your Arms Is The Girl In Your Heart | When The Girl In Your Arms Is The Girl In Your Heart | When The Girl In Your Arms Is The Girl In Your Heart | When The Girl In Your Arms Is The Girl In Your Heart | When The Girl In Your Arms Is The Girl In Your Heart | When The Girl In Your Arms Is The Girl In Your Heart | When The Girl In Your Arms Is The Girl In Your Heart | When The Girl In Your Arms Is The Girl In Your Heart | When The Girl In Your Arms Is The Girl In Your Heart | When The Girl In Your Arms Is The Girl In Your Heart | When The Girl In Your Arms Is The Girl In Your Heart | When The Girl In Your Arms Is The Girl In Your Heart | When The Girl In Your Arms Is The Girl In Your Heart | When The Girl In Your Arms Is The Girl In Your Heart | When The Girl In Your Arms Is The Girl In Your Heart | When The Girl In Your Arms Is The Girl In Your Heart | When The Girl In Your Arms Is The Girl In Your Heart | When The Girl In Your Arms Is The Girl In Your Heart | When The Girl In Your Arms Is The Girl In Your Heart | When The Girl In Your Arms Is The Girl In Your Heart | When The Girl In Your Arms Is The Girl In Your Heart | When The Girl In Your Arms Is The Girl In Your Heart | When The Girl In Your Arms Is The Girl In Your Heart | When The Girl In Your Arms Is The Girl In Your Heart | When The Girl In Your Arms Is The Girl In Your Heart | When The Girl In Your Arms Is The Girl In Your Heart | When The Girl In Your Arms Is The Girl In Your Heart | When The Girl In Your Arms Is The Girl In Your Heart | When The Girl In Your Arms Is The Girl In Your Heart | When The Girl In Your Arms Is The Girl In Your Heart | When The Girl In Your Arms Is The Girl In Your Heart | When The Girl In Your Arms Is The Girl In Your Heart | When The Girl In Your Arms Is The Girl In Your Heart | When The Girl In Your Arms Is The Girl In Your Heart | When The Girl In Your Arms Is The Girl In Your Heart | When The Girl In Your Arms Is The Girl In Your Heart | When The Girl In Your Arms Is The Girl In Your Heart | When The Girl In Your Arms Is The Girl In Your Heart | When The Girl In Your Arms Is The Girl In Your Heart | When The Girl In Your Arms Is The Girl In Your Heart | When The Girl In Your Arms Is The Girl In Your Heart | When The Girl In Your Arms Is The Girl In Your Heart | When The Girl In Your Arms Is The Girl In Your Heart | When The Girl In Your Arms Is The Girl In Your Heart | When The Girl In Your Arms Is The Girl In Your Heart | When The Girl In Your Arms Is The Girl In Your Heart | When The Girl In Your Arms Is The Girl In Your Heart | When The Girl In Your Arms Is The Girl In Your Heart | When The Girl In Your Arms Is The Girl In Your Heart | When The Girl In Your Arms Is The Girl In Your Heart | When The Girl In Your Arms Is The Girl In Your Heart | When The Girl In Your Arms Is The Girl In Your Heart | When The Girl In Your Arms Is The Girl In Your Heart | When The Girl In Your Arms Is The Girl In Your Heart | When The Girl In Your Arms Is The Girl In Your Heart | When The Girl In Your Arms Is The Girl In Your Heart | When The Girl In Your Arms Is The Girl In Your Heart | When The Girl In Your Arms Is The Girl In Your Heart | When The Girl In Your Arms Is The Girl In Your Heart | When The Girl In Your Arms Is The Girl In Your Heart | When The Girl In Your Arms Is The Girl In Your Heart | When The Girl In Your Arms Is The Girl In Your Heart | When The Girl In Your Arms Is The Girl In Your Heart | When The Girl In Your Arms Is The Girl In Your Heart | When The Girl In Your Arms Is The Girl In Your Heart | When The Girl In Your Arms Is The Girl In Your Heart | When The Girl In Your Arms Is The Girl In Your Heart | When The Girl In Your Arms Is The Girl In Your Heart | When The Girl In Your Arms Is The Girl In Your Heart | When The Girl In Your Arms Is The Girl In Your Heart | When The Girl In Your Arms Is The Girl In Your Heart | When The Girl In Your Arms Is The Girl In Your Heart | When The Girl In Your Arms Is The Girl In Your Heart | When The Girl In Your Arms Is The Girl In Your Heart | When The Girl In Your Arms Is The Girl In Your Heart | When The Girl In Your Arms Is The Girl In Your Heart | When The Girl In Your Arms Is The Girl In Your Heart | When The Girl In Your Arms Is The Girl In Your Heart | When The Girl In Your Arms Is The Girl In Your Heart | When The Girl In Your Arms Is The Girl In Your Heart | When The Girl In Your Arms Is The Girl In Your Heart | When The Girl In Your Arms Is The Girl In Your Heart | When The Girl In Your Arms Is The Girl In Your Heart | When The Girl In Your Arms Is The Girl In Your Heart | When The Girl In Your Arms Is The Girl In Your Heart | When The Girl In Your Arms Is The Girl In Your Heart | When The Girl In Your Arms Is The Girl In Your Heart | When The Girl In Your Arms Is The Girl In Your Heart | 3             | -              | 2                     | -                   | -                 |
| Megjelenés dátuma | Album címe                                           | Album címe                                           | Album címe                                           | Album címe                                           | Album címe                                           | Album címe                                           | Album címe                                           | Album címe                                           | Album címe                                           | Album címe                                           | Album címe                                           | Album címe                                           | Album címe                                           | Album címe                                           | Album címe                                           | Album címe                                           | Album címe                                           | Album címe                                           | Album címe                                           | Album címe                                           | Album címe                                           | Album címe                                           | Album címe                                           | Album címe                                           | Album címe                                           | Album címe                                           | Album címe                                           | Album címe                                           | Album címe                                           | Album címe                                           | Album címe                                           | Album címe                                           | Album címe                                           | Album címe                                           | Album címe                                           | Album címe                                           | Album címe                                           | Album címe                                           | Album címe                                           | Album címe                                           | Album címe                                           | Album címe                                           | Album címe                                           | Album címe                                           | Album címe                                           | Album címe                                           | Album címe                                           | Album címe                                           | Album címe                                           | Album címe                                           | Album címe                                           | Album címe                                           | Album címe                                           | Album címe                                           | Album címe                                           | Album címe                                           | Album címe                                           | Album címe                                           | Album címe                                           | Album címe                                           | Album címe                                           | Album címe                                           | Album címe                                           | Album címe                                           | Album címe                                           | Album címe                                           | Album címe                                           | Album címe                                           | Album címe                                           | Album címe                                           | Album címe                                           | Album címe                                           | Album címe                                           | Album címe                                           | Album címe                                           | Album címe                                           | Album címe                                           | Album címe                                           | Album címe                                           | Album címe                                           | Album címe                                           | Album címe                                           | Album címe                                           | Album címe                                           | Album címe                                           | Album címe                                           | Album címe                                           | Album címe                                           | Album címe                                           | Album címe                                           | Album címe                                           | Album címe                                           | Album címe                                           | Album címe                                           | Album címe                                           | Album címe                                           | Album címe                                           | Album címe                                           | Album címe                                           | Album címe                                           | Album címe                                           | Album címe                                           | Album címe                                           | Album címe                                           | Album címe                                           | Album címe                                           | Album címe                                           | Album címe                                           | Album címe                                           | Album címe                                           | Album címe                                           | Album címe                                           | Album címe                                           | Album címe                                           | Album címe                                           | Album címe                                           | Album címe                                           | Album címe                                           | Album címe                                           | Album címe                                           | Album címe                                           | Album címe                                           | Album címe                                           | Album címe                                           | Album címe                                           | Album címe                                           | Album címe                                           | Album címe                                           | Album címe                                           | Album címe                                           | Album címe                                           | Album címe                                           | Album címe                                           | Album címe                                           | Album címe                                           | UK Helyezés   | USA Helyezés   |                       |                     |                   |
| 1962. január      | The Young Ones                                       | The Young Ones                                       | The Young Ones                                       | The Young Ones                                       | The Young Ones                                       | The Young Ones                                       | The Young Ones                                       | The Young Ones                                       | The Young Ones                                       | The Young Ones                                       | The Young Ones                                       | The Young Ones                                       | The Young Ones                                       | The Young Ones                                       | The Young Ones                                       | The Young Ones                                       | The Young Ones                                       | The Young Ones                                       | The Young Ones                                       | The Young Ones                                       | The Young Ones                                       | The Young Ones                                       | The Young Ones                                       | The Young Ones                                       | The Young Ones                                       | The Young Ones                                       | The Young Ones                                       | The Young Ones                                       | The Young Ones                                       | The Young Ones                                       | The Young Ones                                       | The Young Ones                                       | The Young Ones                                       | The Young Ones                                       | The Young Ones                                       | The Young Ones                                       | The Young Ones                                       | The Young Ones                                       | The Young Ones                                       | The Young Ones                                       | The Young Ones                                       | The Young Ones                                       | The Young Ones                                       | The Young Ones                                       | The Young Ones                                       | The Young Ones                                       | The Young Ones                                       | The Young Ones                                       | The Young Ones                                       | The Young Ones                                       | The Young Ones                                       | The Young Ones                                       | The Young Ones                                       | The Young Ones                                       | The Young Ones                                       | The Young Ones                                       | The Young Ones                                       | The Young Ones                                       | The Young Ones                                       | The Young Ones                                       | The Young Ones                                       | The Young Ones                                       | The Young Ones                                       | The Young Ones                                       | The Young Ones                                       | The Young Ones                                       | The Young Ones                                       | The Young Ones                                       | The Young Ones                                       | The Young Ones                                       | The Young Ones                                       | The Young Ones                                       | The Young Ones                                       | The Young Ones                                       | The Young Ones                                       | The Young Ones                                       | The Young Ones                                       | The Young Ones                                       | The Young Ones                                       | The Young Ones                                       | The Young Ones                                       | The Young Ones                                       | The Young Ones                                       | The Young Ones                                       | The Young Ones                                       | The Young Ones                                       | The Young Ones                                       | The Young Ones                                       | The Young Ones                                       | The Young Ones                                       | The Young Ones                                       | The Young Ones                                       | The Young Ones                                       | The Young Ones                                       | The Young Ones                                       | The Young Ones                                       | The Young Ones                                       | The Young Ones                                       | The Young Ones                                       | The Young Ones                                       | The Young Ones                                       | The Young Ones                                       | The Young Ones                                       | The Young Ones                                       | The Young Ones                                       | The Young Ones                                       | The Young Ones                                       | The Young Ones                                       | The Young Ones                                       | The Young Ones                                       | The Young Ones                                       | The Young Ones                                       | The Young Ones                                       | The Young Ones                                       | The Young Ones                                       | The Young Ones                                       | The Young Ones                                       | The Young Ones                                       | The Young Ones                                       | The Young Ones                                       | The Young Ones                                       | The Young Ones                                       | The Young Ones                                       | The Young Ones                                       | The Young Ones                                       | The Young Ones                                       | The Young Ones                                       | The Young Ones                                       | The Young Ones                                       | The Young Ones                                       | The Young Ones                                       | The Young Ones                                       | The Young Ones                                       | The Young Ones                                       | The Young Ones                                       | 1             |                |                       |                     |                   |